# Шемая
Шемая, или обыкновенная шемая (лат. Alburnus chalcoides) — вид карповых рыб из рода уклеек (Alburnus).

## Описание
Рыбы с удлинённым и сжатым с боков телом длиной до 40 см и массой около 300 г. Рот конечный. Верх тела тёмно-зелёный с синеватым отливом. Боковая линия состоит из 56—74 чешуй. Продолжительность жизни до 12 лет. Разные систематики выделяют до 13 подвидов.

## Охранный статус
Вид включён в Красный список угрожаемых видов МСОП со статусом LC (Виды, вызывающие наименьшие опасения) и в красные книги Чеченской республики, Липецкой и Тамбовской областей.

## Распространение
Обитает в Чёрном, Мраморном, Азовском, Каспийском и Аральском морях. В России встречается в реках Дон, Волга и Урал.